# Catonyx
Catonyx es un género extinto de perezoso gigante de la  familia Scelidotheriidae, endémico de América del Sur  durante la época Pleistoceno. Vivió desde 2.5 Ma hasta hace unos 10,000 años. "Catonyx" fue nombrado por Ameghino en 1891. Fue asignado a Scelidotheriinae por Gaudin en 1995.
Se han descubierto fósiles de Catonyx en Chile, Brasil, Uruguay, Argentina y el Valle de Tarija de Bolivia.